# 2014年リビア内戦
2014年リビア内戦（2014ねんリビアないせん）は、2014年から2020年にかけて、リビアの領土を支配しようとする武装勢力の間で発生した紛争である。2011年勃発のカダフィ政権と反体制派（リビア国民評議会）との内戦（2011年リビア内戦）を第一次リビア内戦とし、第二次リビア内戦と呼ぶ事もある。
紛争は、2014年に民主的に選出された「トリポリ政府」と、「リビア政府」として国際的に認知された「トブルク政府」の間で行われた他、シルテ拠点のIS系武装勢力やカダフィ派残党、各部族の民兵など中小の武装勢力が乱立した。
2020年時点では暫定政権がトリポリを拠点とし、トルコやカタール、イタリア、ムスリム同胞団の支援を受けており、また2019年4月に東部で蜂起したリビア国民軍はロシア連邦、エジプト、フランスが後押ししており、外国勢力も介入するという構図であった。
2020年10月23日をもって暫定政権とリビア国民軍が停戦することで合意し、翌2021年3月にはトリポリ、トブルク両政府が承認する統一政権が発足した。

## 名称
2014年より本格的となったトリポリ政府とトブルク政府、その他武装勢力の間で起きている紛争については、2020年3月現在まで続く現在進行形の戦闘であり、正式な名称は定まっていない。また、カダフィ旧政権と国民評議会の間で行われた2011年リビア内戦がカダフィ政権の崩壊と最高指導者カダフィ大佐の死亡という形で一応の終息を見た後も散発的な戦闘は発生しており、アフガニスタン紛争の様に継続した紛争と見た上で、主な戦闘当事者の変化で時期別に区切る見方も出来るが、ここでは両内戦を発生年で分け、カダフィ政権と国民評議会との間での内戦（2011年リビア内戦）に対し、2014年のトリポリ政府とトブルク政府の並立を持って本格化した紛争を2014年リビア内戦と表記する。

## 主要勢力
| リビア内戦地図                           |                                                                               | | |                                                    |
| 名称                                     | 代表                                                                          | 下位組織・勢力 | 支援国・組織 | 成立日 前身                                        |
| リビア国民代議院（トブルク政府）         | アグイラ・サーレハ・イッサ（議会議長） アブドゥッラー・アッ＝スィニー（首相） | リビア国民軍(陸軍、空軍)、ジンタン旅団、Warshefana民兵、正義と平等運動（JEM、2016年より） 緑のレジスタンス                                                                        | エジプト（限定的関与）、アラブ首長国連邦（限定的関与）、フランス、アメリカ合衆国 、イギリス、ヨルダン、ロシア、チャド | 2014年8月4日 リビア国民評議会→国民議会 (2012-2014) |
| 国民合意政府（リビアの夜明け、統一政府） | ファイズ・サラージ（議会議長 兼 首相）                                        | 大統領評議会、国家最高評議会 大統領警備隊、ミスラタ旅団、サブラタ軍事評議会（革命旅団）、石油施設防衛隊、リビア軍、ガートのトゥアレグ族民兵、リビアにおけるトゥーブゥー人救済戦線 | アメリカ合衆国 、イタリア、国際連合（UN） 、欧州連合（EU）                                                            | 2016年 新国民議会 (2014-2016)                      |

## 前史

### 2011年リビア内戦 （第一次リビア内戦）
2010年末から2011年初頭にかけて起きたチュニジアでのジャスミン革命やエジプトでのエジプト革命などのアラブの春に触発され、リビアにおいても1969年以来、41年間というアフリカ諸国最長の政権を維持する最高指導者ムアンマル・アル＝カッザーフィー（以下カダフィ大佐）に対する退陣要求が高まった。
反政府デモは元々反カダフィ感情が強かったキレナイカ地方のベンガジを中心に武装蜂起にまで発展し、カダフィ政権側も航空機や重火器を使用した武力鎮圧を試みたため、2月15日には本格的な武力衝突に発展した。閣僚や軍、国外の外交官からもカダフィ政権からの離反が相次ぎ、2月27日にはカダフィ政権下で司法書記を務めたムスタファ・アブドルジャリルを中心に反体制組織リビア国民評議会が設立され、カダフィ政権を見限った国々からもリビアの正当政権の承認を受た事で、リビアでは同年8月後半にカダフィ政権が崩壊するまでの約半年間、カダフィ大佐率いるトリポリ政府と国民評議会側のベンガジ政府が並立する事となる。
評議会軍側は軍事面でも地方都市を次々に掌握し、一時は首都トリポリを包囲するに至るが、軍事的に未熟で装備で劣る事に加え、カダフィ政権側が精鋭部隊を投入した事で戦闘でも徐々に劣勢に追い込まれ、3月10日ごろから後退を余儀なくされた。政府軍は11日には西部のザウィヤ、14日には同じくズワラと評議会軍を各個撃破し、15日までには西部のほぼ全域・石油基地をすべて奪還した。
政権側の攻勢により形勢は逆転し、カダフィ大佐が国民評議会側の根拠地ベンガジへの総攻撃を宣言するが、3月19日、フランスが軍事介入を宣言し、米英仏を中心としたNATO軍がカダフィ政府軍への空爆を開始、アメリカ軍の「オデッセイの夜明け作戦」によりトマホーク巡航ミサイルが100発以上発射された。これに対し、カダフィ大佐は直後に国営放送で演説し、国民に対し徹底抗戦を呼びかけた。
暫くは戦況が膠着したが、NATO軍による継続的な軍事支援で形勢は再び国民評議会軍側に傾き、同年8月23日に首都トリポリがNATO軍の支援を受けた反体制派のリビア国民評議会の攻勢によって陥落し、カダフィ大佐が率いる大リビア・アラブ社会主義人民ジャマーヒリーヤ国は事実上崩壊した。その後もカダフィ大佐は拠点をスルトに移し抗戦を続けたが、9月21日には南部サブハ、10月17日はバニワリード、そして10月20日に最後の拠点スルトが陥落し、カダフィ大佐自身も戦死した事で1969年以来続いた大リビア・アラブ社会主義人民ジャマーヒリーヤ国は名実ともに終焉し、10月23日に国民評議会によりリビア全土の解放が唱えられ内戦終結が宣言された。

### カダフィ政権崩壊後の国民対立
2011年リビア内戦ではカダフィ政権下で優遇された部族などは、内戦中も一貫してカダフィ陣営を支持してきた。政権崩壊によって「賊軍」となった彼らは、新政府からの迫害以外にも、形勢が逆転した6月頃から周囲の評議会派の部族（主にカダフィ政権下では冷遇されていた）による報復が発生した。カダフィ政権下での部族間格差が報復の残酷さを助長した。こうした報復の応酬によって生じた対立を仲裁・解消するため、宗教指導者・教育者・知識人が主体となって「国民和解のための調停委員会」が設置された。
新政府による冷遇の典型的な例はカダフィ大佐の出身地スルトで、リビア内戦で最後の激戦地となった事に加え、カッザーフィーを最後まで支持し、匿っていた事による新政府からの冷遇や、進まない戦後復興への不満が後述のイスラム過激派の温床となる一因となる。
部族間対立の最も典型的な例が、ミスラタ（カダフィ政権冷遇派）とタオルガ（カダフィ政権優遇派）の対立である。ベンガジ蜂起後、西部で真っ先に反旗を翻したミスラタに対して、カダフィ大佐の弾圧支持と多額の資金援助を受けたタオルガをはじめとする周辺都市が大規模な攻撃を行った。しかしその後に形勢が逆転すると、ミスラタがタオルガを攻撃した。双方合計7000人近くが死亡した戦闘がミスラタの勝利に終わると、ミスラタはタオルガ住民を町から追放、町を閉鎖した。タオルガ住民は全国各地に散らばって難民化、NGOの援助によってかろうじて命をつなぐ窮状に追い込まれた。調停委員会はこの二者の和解を最優先課題と位置づけ、タオルガ指導部が仲裁を依頼した第三者の有力部族とともに調停に当たっている。

### 暫定政権の混迷
2012年7月7日、60年ぶりに行われた国民全体会議選挙（定数200）で、120議席が無所属に、80議席が政党に配分された。国民勢力連合が39議席、ムスリム同胞団系の公正建設党が17議席、残りの議席は各中小政党が獲得。国民評議会は同年8月8日に権限を全体国民会議に移譲し解散した。以後、選挙によって選ばれた議員で構成された議会に承認された内閣が行政権を継承し、そしてこの議会が制憲議会としてリビアの新憲法を制定し、1年以内の正式政府発足を目指して統治機構を調えることとなる。
9月11日、米領事館襲撃事件が発生、J・クリストファー・スティーブンス大使はじめ関係者4人が死亡。
9月12日、リビア全体国民会議は、ムスタファー・アブーシャーグールを首相に指名したが期限内に組閣を果たせず、首相不信任案を可決し解任した。リビア国民評議会時代の暫定首相であるアブドッラヒーム・アル＝キーブが引き続き暫定政権を率いた。10月14日、国民議会は元外交官のアリー・ゼイダーンを首相に選出した。
内戦終了後、旧カダフィ政権支持の緑のレジスタンスが活動開始。ミスラタ刑務所を襲撃し145人の守衛を殺害。

## 2014年リビア内戦（第二次リビア内戦）

### 二つの政府の並立
2014年、各地でイスラム系武装勢力の攻勢が活発化、政府の支配権が弱まった。特に2014年6月25日に行われたリビア国民議会選挙（英語版）の結果、世俗派が圧勝して以降、結果を不服とするイスラム勢力が攻勢をかける。同年7月14日にはそれまで民兵が掌握していたトリポリ国際空港がイスラム勢力に奪取され、その後も空港周辺において双方がロケット砲を打ち合う大がかりな戦闘が続いた。戦闘の結果、100人前後が死亡、400人以上負傷。同月28日には、市街地と空港を結ぶ道路途中の大型石油貯蔵施設が被災し大規模な火災が発生。また7月31日にはベンガジの特殊部隊本部が陥落。一連の戦闘の結果、世俗派政府・議会は首都トリポリにおける実効支配権を喪失し、東部の港湾都市トブルクに退去した。一方新たに首都を掌握したイスラム勢力は独自の政府・議会を設立し、これ以降国内に二つの政府・議会が並立し正当性を争う事態となっている。

### イスラム過激派の台頭と中小勢力の乱立

ISILの実効支配地域（2014年10月）。リビアの一部（デルナ県にあたる）が実効支配されている。

また、この政治の空白をついて過激派組織が勢力を拡大させている。2014年10月上旬、過激派組織ISILの旗をかかげた20台の四輪駆動車が同国東部の市街地を行進、勢力を誇示。また2015年2月、エジプトから出稼ぎに来ていたコプト教徒21人を斬首する映像を公開した。
2015年現在、リビア国内はトリポリを拠点とするイスラム勢力系の新国民議会（英語版）とトブルクを拠点とする世俗派のリビア国民代議院（英語版）による二つの政府・議会が存在し、それぞれから元首、首相を選出している。国際社会からはトブルク政府が正当性を認められているのに対し、トリポリ政府はトルコやカタールの支援を受けていると指摘されている。また東部のキレナイカ地方は独自の自治政府「キレナイカ暫定評議会」(CCL)により統治されており、中央政府の支配が行き届いていない。さらにはISILやアルカーイダ等のイスラーム過激派が勢力を伸張、各地で内戦（英語版）が激化し、無政府状態となっている。2015年12月になって双方の政治家が交渉を行い、リビア統一政権の樹立が目指されることとなり、新首相としてファイズ・サラージが指名されたものの、両方の議会で批准を得られず、政権発足は足踏み状態となった。2016年3月31日になって新国民議会はサラージ率いる大統領評議会に権限を移譲するとしたが、もう一方の国民代議院（トブルク政府）は統一政府を承認していない。
2016年10月14日、ハリーファ・アル＝グワイル率いる国民議会派（英語版）がクーデター（英語版）を起こしトリポリの国家評議会の建物を占拠した。

### リビア国民軍のトリポリ進出
2019年4月5日、リビア国民軍を率いるハリファ・ハフタルは、国際連合の支持を取り付けていた国民合意政府が拠点とするトリポリへの進軍を宣言。国連やアメリカ合衆国の警告を無視する形で、激しい戦闘を繰り広げた。同月7日には、リビア国民軍側が政府側の拠点を空爆。同月12日には、トリポリから20kmの地点まで進軍。トリポリからは約8000人の市民が戦乱を避けるために避難した。